# ノースウエスト準州の地方行政区
ノースウエスト準州の地方行政区分の一覧。カナダ・ノースウエスト準州は5つの行政区分または6つの国勢調査区分に区分される。

## 行政区分
ノースウエスト準州の行政区分として、5つの行政地域（administrative region）が設けられている。この行政地域の下にそれぞれのコミュニティー（市町村にあたるが、ほとんどの場合村落）がある。
| 行政地域及び人口                         |                 |          |
| デーチョ地域（Dehcho Region）            | 6コミュニティー | 2,203人  |
| イヌヴィック地域（Inuvik Region）        | 8コミュニティー | 6,698人  |
| ノーススレーブ地域（North Slave Region） | 8コミュニティー | 22,239人 |
| サートゥ地域（Sahtu Region）             | 5コミュニティー | 2,474人  |
| サウススレーブ地域（South Slave Region） | 7コミュニティー | 7,681人  |

## 国勢調査区分
国勢調査区分に基づき、6つの地域に区分される。しかし行政サービスはそれぞれのコミュニティーまたは属する行政地域（上記）、さらにはファーストネーションに委ねられている。
かつてはフォートスミス地域、イヌヴィック地域という2つの地域もあったが、2011年国勢調査の際に廃止となり、2つの地域制から6つの地域制に変更されそれぞれの地域は「第1地域（Region 1）」から」「第6地域（Region 6）」まで番号で呼ばれることとなった。この時の「イヌヴィック地域」と行政区分のイヌヴィック地域とは別のものである。旧国勢調査区分イヌヴィック地域は現在の第1地域と第2地域の一部に当てはまる。旧国勢調査区分フォートスミス地域は現在の第3地域から第6地域のほぼ全域と第2地域の一部に当たる。
| 2011年国勢調査区分 |                  |                      |                      |                      |
| 地域名             | コミュニティー数 | コミュニティー内人口 | コミュニティー外人口 | 主な市町村           |
| 第1地域            | 8コミュニティー  | 6,712人              | 0                    | イヌヴィック         |
| 第2地域            | 5コミュニティー  | 2,341人              | 0                    | ノーマンウェルズ     |
| 第3地域            | 4コミュニティー  | 2,812人              | 0                    | ベーチョコ           |
| 第4地域            | 9コミュニティー  | 3,246人              | 10                   | フォートシンプソンズ |
| 第5地域            | 7コミュニティー  | 6,907人              | 347                  | フォートスミス       |
| 第6地域            | 2コミュニティー  | 19,444人             | 0                    | イエローナイフ       |